# Robert Lurting
Robert Lurting (... – 1735) è stato un politico statunitense, 36° sindaco di New York.